# ジェイ・ベッケンスタイン
ジェイ・ベッケンスタイン（Jay Beckenstein、1951年5月14日 - ）は、アメリカのサクソフォーン奏者、作曲家、音楽プロデューサー、そしてスパイロ・ジャイラの共同創設者である。彼はニューヨーク州サファーンに「BearTracksスタジオ」を所有していた。

## 略歴
ジェイ・ベッケンスタインはニューヨーク州ロングアイランドでユダヤ人の家庭に生まれた。母親のロレーヌはオペラ歌手であり、父親のレナードは大のジャズ好きで、赤子の頃からチャーリー・パーカーやレスター・ヤングを聴かされていた。ニューヨーク州ファーミングデールに引っ越し、5歳でピアノを弾き始めた。7歳になると最初のサックスを与えられた。高校3年生のとき、彼とその家族はドイツへと移住。1969年にニュルンベルクのアメリカン・スクールに通い卒業した。彼はドイツにおけるユダヤ人であることは、当時ポジティヴにとらえていたと話している。しかし、彼は彼を訪ねてきて二度と戻ってこなかったSSナチスの制服を着た年配の隣人の古い写真をかつて見たことがあると覚えていた。1973年にニューヨーク州立大学バッファロー校から音楽の学位を取得。1974年、トランペット奏者のディジー・ガレスピーのバンド・メンバーに加わりプロ活動を開始する。
1977年にスパイロ・ジャイラを結成。やがて19歳のキーボード奏者トム・シューマンを採用し、デビュー・アルバムを録音した。しかし、資金不足のため、彼らがそれを配って10万枚を売るまで、このレコードが彼らの最後のアルバムになる予定だった。そこから、彼らはレコード契約を結ぶこととなり、1980年に次のアルバムをリリースした。
2000年に、ベッケンスタインは最初のソロ・アルバム『Eye Contact』をリリースした。これはトップ・コンテンポラリー・ジャズ・アルバムで23位を記録している。
ベッケンスタインは、アメリカのプログレッシブ・メタル・バンドであるドリーム・シアターのアルバム『イメージズ・アンド・ワーズ』収録の「アナザー・デイ」と、アルバム『メトロポリス・パート2: シーンズ・フロム・ア・メモリー』からのシングル・バージョンの曲「スルー・ハー・アイズ」でサックス・ソロを演奏した。また、ライブ・アルバム『ワンス・イン・ア・ライヴ・タイム』の「テイク・アウェイ・マイ・ペイン」や、『ライヴ・シーンズ・フロム・ニューヨーク』におけるパフォーマンス中の「アナザー・デイ」でもソロ・パートを演奏している。
ベッケンスタインは離婚しており、3人の子供がいる。

## ディスコグラフィ

### ソロ・アルバム
- Eye Contact (2000年、Windham Hill/2011年、 Crosseyed Bear)

### 参加アルバム
ボブ・ジェームス
- 『ニューヨーク・ライヴ』 - All Around the Town (1981年、Tappan Zee/Columbia)
- 『サイン・オブ・ザ・タイムス』 - Sign of the Times (1981年、Tappan Zee/Columbia)
- 『ハンズ・ダウン』 - Hands Down (1982年、Tappan Zee)

ドリーム・シアター
- 『イメージズ・アンド・ワーズ』 - Images and Words (1992年)
- 『ワンス・イン・ア・ライヴ・タイム』 - Once in a Livetime (1998年) ※ライブ
- 「スルー・ハー・アイズ」 - "Through Her Eyes" (2000年) ※シングル
- 『ライヴ・シーンズ・フロム・ニューヨーク』 - Live Scenes from New York (2001年) ※ライブ

ジェイソン・マイルズ
- Mr. X (1996年)
- 『イヴァン・リンス・トリビュート』 - A Love Affair: The Music of Ivan Lins (2000年) ※企画盤
- Celebrating the Music of Weather Report (2000年) ※企画盤
- Brazilian Nights (2002年) ※企画盤
- 2 Grover With Love (2002年)
- 『ホワッツ・ゴーイング・オン〜ソングス・オブ・マーヴィン・ゲイ』 - What's Going On? Songs Of Marvin Gaye (2006年)

その他
- オーリアンズ : 『オーリアンズ・ファースト』 - Orleans (1980年)
- デヴィッド・ブロザ : Away from Home (1989年)
- トム・シューマン : Extremities (1990年)
- デイヴ・サミュエルズ : 『ナチュラル・セレクション』 - Natural Selection (1991年)
- バーシア : 『バーシア・オン・ブロードウェイ』 - Basia on Broadway (1995年)
- デヴィッド・ブロザ : David Broza (1995年)
- リック・ローズ : Deep in the Night (1997年)
- チャック・ローブ : Listen (1999年)
- メルセデス・ホール : Somewhere in the Night (1999年)
- スペシャルEFX : Butterfly (2001年)
- The V.I.P. Club : Urban Life (2002年)
- フレディ・コール : In the Name of Love (2003年)
- フュージョン・シンジケート : The Fusion Syndicate (2012年)[5]